# Антициклон

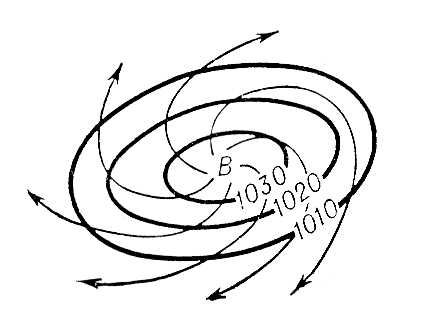
Схема антициклону в північній півкулі, жирні риски — ізобари, стрілки — напрям вітру, В — центр антициклону

Антицикло́н — замкнена область підвищеного атмосферного тиску з максимальним тиском у центрі. Вітри в антициклоні огинають центр за годинниковою стрілкою в північній півкулі і проти годинникової стрілки в південній. Низхідний рух повітря в антициклоні обумовлює неутворення хмарності. Влітку переважає спекотна та суха погода, взимку — морозна та ясна. Антициклонами називають області підвищеного тиску в атмосфері, діаметром від кількох сотень до кількох тисяч км, що характеризуються своєрідними умовами погоди і системою течій повітря. Антициклони разом з якісно протилежними їм циклонами (областями зниженого тиску) є найважливішими вихровими формами загальної циркуляції атмосфери.
Синоніми: область високого тиску, область підвищеного тиску, баричний максимум.
Ознаки антициклональної погоди:
- Ясне або малохмарне небо
- Відсутність вітру
- Відсутність опадів
- Стійкий характер погоди (помітно не змінюється з часом, поки існує антициклон)

Важливою особливістю антициклонів є утворення їх на певних ділянках. Зокрема, над льодовими полями формуються антициклони. І чим потужніший льодовий покрив, тим сильніше виражений антициклон; саме тому антициклон над Антарктидою дуже потужний, над Гренландією — малопотужний, а над Арктикою середньо виражений. Потужні антициклони також розвиваються в тропічному поясі.
Найбільший антициклон в Сонячній системі — Велика червона пляма на Юпітері.

## Характеристики
Тиск у центрі антициклону на рівні моря підвищується до 1025—1040 мбар, а іноді (наприклад, узимку в Азії) — до 1070 мбар (при середньому тиску на рівні моря 1010—1015 мбар).
Антициклони повсякденно з'являються в тропосфері поряд із циклонами. І ті й інші є частинами загальної циркуляції атмосфери, що створюють міжширотний обмін повітря. Протягом року над кожною півкулею їх виникає багато сотень. Тривалість існування окремого антициклону — кілька діб, а іноді й тижнів. Як і циклон, антициклон рухається в напрямі загального зміщення повітря в тропосфері, тобто із заходу на схід, відхиляючись при цьому до низьких широт. Середня швидкість просування антициклону — близько 30 км/год у північній півкулі й близько 40 км/год у південній, але дуже часто антициклон надовго приймає малорухомий стан. Розмір антициклону в діаметрі сягає кількох тисяч км.
Вище так званого шару тертя, тобто в середньому вище 1000 м, вітер в антициклоні віє майже ізобарами, але в шарі тертя він значно відхиляється від ізобар назовні, біля земної поверхні — на кут, близький до 30°. Це розтікання повітря з області антициклону в нижньому шарі супроводжується потраплянням його в антициклон у вищих шарах атмосфери й повільним зниженням — осіданням. При осіданні повітря адіабатно прогрівається й віддаляється від стану насичення. Тому температура тропосфери в антициклоні підвищена (тільки над самою поверхнею суходолу взимку вона може бути дуже низькою), хмарність мала, опади, зазвичай, відсутні. Вітри у внутрішній частині антициклону слабкі, але підсилюються до периферії.
З розвитком антициклону і підвищенням в ньому температури зростає й загальна висота антициклону: замкнені ізобари виявляються на все більш вищих рівнях у тропосфері й навіть у нижній стратосфері. Стратосфера в антициклоні починається на більшій висоті, ніж у циклоні, і температура її знижена.
На картах погоди антициклон позначають системою замкнених ізобар з найбільшим значеннями тиску в центрі. Атмосферний тиск в антициклоні може досягати 1080 мб. У літній період антициклон приносить спекотну малохмарну погоду, у результаті чого можливі лісові пожежі, що призводить до утворення сильного смогу. У зимовий період антициклон приносить сильні морози, іноді також можливий морозний туман.
Підвищений тиск в антициклонні здебільшого зберігається до висоти 3—4 км, рідше до 5 і більше км, залежно від чого розрізняють низькі і високі антициклони. В низькому антициклоні — холодному, ізобари залишаються замкнутими тільки в найнижчих шарах тропосфери (до 1,5 км), а в середній тропосфері підвищений тиск взагалі не виявляється; можлива також наявність над таким антициклоном висотного циклону. Високий антициклон — теплий і зберігає замкнуті ізобари з антициклонічною циркуляцією навіть у верхній тропосфері. Іноді антициклон буває багатоцентровим.
Вплив баричного градієнта (спрямованого від центра до периферії), відхильної сили обертання Землі (закон Коріоліса) і тертя зумовлюють пересування повітря в антициклоні спіралями, які розходяться від центра в напрямі руху стрілки годинника (мал. 1). Цей процес супроводжується компенсувальними низхідними течіями повітря в середній частині антициклону, які спричиняють його динамічне прогрівання і віддалення від стану насичення (див. Адіабатний процес). Через це в антициклоні спостерігається загальне переважання малохмарної, слабо вітряної або тихої погоди. На утворення і розвиток антициклону впливають географічні і сезонні умови, в зв'язку з чим інтенсивність, розміри і тривалість існування їх неоднакові. Найбільш потужні і стійкі антициклони спостерігаються над охолодженими районами: взимку — в центральній частині материків, влітку — над океанами.

## Блокувальний антициклон
Блокувальний антициклон — практично нерухомий потужний антициклон, який має здатність не пропускати інші повітряні маси на зайняту собою територію. Середній термін життя такого антициклону — від трьох до п'яти діб, лише 1 % антициклонів дотягує до 15 діб.
Однак у 1972, 1997, 1999, 2002, 2010, 2014 і 2015 роках антициклони в літній час (на Європейській території Росії) існували в усіх випадках більше місяця (у 2010 році — майже 2 місяці), викликавши катастрофічну посуху і сильну спеку (в окремі дні температура повітря в Москві перевищувала +32-33 градусів, а в кінці липня-початку серпня 2010 р. і +37 градусів), а також лісові пожежі (як закономірне явище). Аналогічна ситуація була в 2012 році в Сибіру, де блокувальний антициклон проіснував майже три місяці[джерело?].

## Стадії розвитку антициклонів

### Початкова стадія розвитку антициклону
У початковій стадії розвитку приземний антициклон розташовується під тиловою частиною висотної баричної улоговини, а баричний гребінь на висотах зрушений в тилову частину щодо приземного баричного центру. Над приземним центром антициклону в середній тропосфері розташовується густа система збіжних ізогіпс. Швидкості вітру над приземним центром антициклону і дещо правіше в середній тропосфері досягають 70-80 км/год. Термобаричне поле сприяє подальшому розвитку антициклону.
За таких швидкостей в області збіжності повітряних течій відбувається значне відхилення вітру від градієнтного (тобто рух стає нестаціонарним). Розвиваються низхідні рухи повітря, тиск зростає, внаслідок чого антициклон посилюється.
На приземній карті погоди антициклон окреслюється однієї ізобарою. Різниця тиску між центром і периферією антициклону становить 5-10 мб. На висоті 1-2 км антициклонічний вихор не виявляється. Область динамічного зростання тиску, обумовлена збіжністю ізогіпс, поширюється на весь простір, зайнятий приземним антициклоном.
Приземний центр антициклону розташовується практично під термічною улоговиною. Ізотерми середньої температури шару в передній частині щодо приземного центру антициклону відхиляються від ізогіпс вліво, що відповідає адвекції холоду в нижній тропосфері. В тиловій частині щодо приземного центру розташовується термічний гребінь, і спостерігається адвекція тепла.
Адвективне (термічне) зростання тиску біля земної поверхні охоплює передню частину антициклону, де адвекція холоду особливо помітна. В тилу антициклону, де має місце адвекція тепла, спостерігається адвективне падіння тиску. Лінія нульової адвекції, що проходить через гребінь, ділить область входу висотної фронтальної зони (ВФЗ) на дві частини: передню, де має місце адвекція холоду (адвективне підвищення тиску), і тилову, де має місце адвекція тепла (адвективне падіння тиску).
Таким чином, сумарно, область зростання тиску охоплює центральну і передню частини антициклону. Найбільше зростання тиску біля поверхні Землі (де збігаються області адвективного і динамічного зростання тиску) відмічається в передній частині антициклону. В тиловій частині, де динамічний ріст накладається на адвективний спад (адвекція тепла) сумарний ріст тепла біля поверхні Землі буде ослаблений. Проте, до тих пір, поки область значного динамічного зростання тиску займає центральну частину приземного антициклону, де адвективна зміна тиску дорівнює нулю, буде мати місце посилення виниклого антициклону.
Отже, внаслідок надпотужного динамічного зростання тиску в передній частині входу ВФЗ відбувається деформація термобаричного поля, що спричиняє утворення висотного гребеня. Під цим гребенем біля Землі і оформляється самостійний центр антициклону.
На висотах, де підвищення температури викликає зростання тиску, область зростання тиску зміщується в тилову частину антициклону, у бік області підвищення температури.

### Стадія молодого антициклону
Термобаричне поле молодого антициклону в загальних рисах відповідає структурі попередньої стадії: баричний гребінь на висотах по відношенню до приземного центру антициклону помітно зміщений у тилову частину антициклону, а над його передньою частиною розташовується барична улоговина.
Центр антициклону біля поверхні Землі розташовується під передньою частиною баричного гребеня у зоні найбільшого згущення збіжних за потоком ізогіпс, антициклонічна кривина яких уздовж потоку зменшується. За такої структури ізогіпс умови для подальшого посилення антициклону найбільш сприятливі.
Збіжність ізогіпс над передньою частиною антициклону сприяє динамічному зростанню тиску. Тут також спостерігається адвекція холоду, що також сприяє адвективному зростанню тиску.
В тиловій частині антициклону спостерігається адвекція тепла. Антициклон є термічно асиметричним баричним утворенням. Термічний гребінь дещо відстає від баричного гребеня. Лінії нульової адвективної і динамічної змін тиску в цій стадії починають зближуватися.
Біля поверхні Землі відзначається посилення антициклону — він має кілька замкнутих ізобар. З висотою антициклон швидко зникає. Зазвичай у другій стадії розвитку замкнутий центр вище поверхні АТ700 не простежується.
Стадія молодого антициклону завершується переходом його в стадію максимального розвитку.

### Стадія максимального розвитку антициклону
Антициклон є потужним баричним утворенням з високим тиском у приземному центрі і розбіжною системою приземних вітрів. У міру його розвитку вихрова структура поширюється усе вище і вище. На висотах над приземним центром ще існує густа система збіжних ізогіпс з сильними вітрами і значними градієнтами температури.
У нижніх шарах тропосфери антициклон, як і раніше, розташовується в масах холодного повітря. Однак, у міру заповнення антициклону однорідним теплим повітрям, на висотах з'являється замкнутий центр високого тиску. Лінії нульової адвективної і динамічної змін тиску проходять через центральну частину антициклону. Це вказує на те, що динамічне зростання тиску в центрі антициклону припинилося, а область найбільшого зростання тиску перейшла на його периферію. З цього моменту починається ослаблення антициклону.

### Стадія руйнування антициклону
У четвертій стадії розвитку антициклон є високим баричним утворенням з квазівертикальною віссю. Замкнуті центри високого тиску простежуються на всіх рівнях тропосфери, координати висотного центру практично збігаються з координатами центру біля Землі.
З моменту посилення антициклону температура повітря на висотах підвищується. В системі антициклону відбувається опускання повітря, і, отже, його стискання і нагрівання. В тиловій частині антициклону відбувається надходження теплого повітря (адвекція тепла) у його систему. Внаслідок продовження адвекції тепла й адіабатного нагрівання повітря антициклон заповнюється однорідним теплим повітрям, а область найбільших горизонтальних контрастів температури переміщується на периферію. Над приземним центром розташовується осередок тепла.
Антициклон стає термічно симетричним баричним утворенням. Відповідно до зменшення горизонтальних градієнтів термобаричного поля тропосфери, адвективні і динамічні зміни тиску в області антициклону значно слабшають.
Через розбіжність повітряних течій у приземному шарі атмосфери тиск в системі антициклону знижується, і він поступово руйнується, що на початковому етапі руйнування більш помітно біля земної поверхні.

### Деякі особливості розвитку антициклонів
Еволюція циклонів і антициклонів істотно різниться з точки зору деформації термобаричного поля. Виникнення і розвиток циклону супроводжується виникненням і розвитком термічної улоговини, антициклону — виникненням і розвитком термічного гребеня.
Для останніх стадій розвитку баричних утворень характерне поєднання баричних і термічних центрів, ізогіпси стають практично паралельними, замкнутий центр простежується на висотах, причому координати висотного і приземного центрів практично збігаються (кажуть про квазивертикальність висотної осі баричного утворення). Деформаційні відмінності термобаричного поля при формуванні та розвитку циклону і антициклону призводять до того, що циклон поступово заповнюється холодним повітрям, антициклон — теплим повітрям.
Не всі виниклі циклони і антициклони проходять чотири стадії розвитку. В кожному окремому випадку можуть зустрітися ті чи інші відхилення від класичної картини розвитку.
Нерідко, баричні утворення, що виникають біля поверхні Землі, не мають умов для подальшого розвитку і можуть зникнути вже на початку свого існування. З іншого боку, мають місце ситуації, коли старе згасаюче баричне утворення відроджується і активізується. Такий процес називають регенерацією баричних утворень.
Але якщо у різних циклонів спостерігається певна схожість в етапах розвитку, то антициклони, у порівнянні з циклонами, мають набагато більші відмінності у розвитку і формі. Нерідко антициклони виявляються як мляві і пасивні системи, які заповнюють простір між набагато активнішими циклонічними системами. Іноді антициклон може досягти значної інтенсивності, але такий розвиток у більшості пов'язаний з циклонічним розвитком у сусідніх областях.
Розглядаючи структуру та загальну поведінку антициклонів, можна розділити їх на такі класи (за Хромовим С. П.).
- Проміжні антициклони — це швидко рухомі області підвищеного тиску між окремими циклонами однієї і тієї ж серії, що виникають на одному й тому ж головному фронті — здебільшого мають вигляд гребенів без замкнутих ізобар, або з замкнутими ізобарами з горизонтальними розмірами того ж порядку, що й рухомі циклони. Розвиваються всередині холодного повітря.

- Завершальні антициклони — завершують розвиток серії циклонів, що виникають на одному й тому ж головному фронті. Вони також розвиваються всередині холодного повітря, але зазвичай мають кілька замкнутих ізобар і можуть мати значні горизонтальні розміри. Мають тенденцію в міру розвитку до набуття малорухливого стану.

- Стаціонарні антициклони помірних широт, тобто малорухомі антициклони в арктичному або полярному повітрі, що довго існують, горизонтальні розміри яких порівнянні іноді зі значною частиною материка. Зазвичай це зимові антициклони над материками і є, переважно, результатом розвитку антициклонів другого типу (рідше — першого).

- Субтропічні антициклони — малорухомі антициклони, що довго існують і спостерігаються над океанічними поверхнями. Ці антициклони періодично посилюються вторгненнями з помірних широт полярного повітря з рухомими завершальними антициклонами. У теплий сезон субтропічні антициклони добре виражені на середніх місячних картах тільки над океанами (над континентами розташовуються розмиті області зниженого тиску). У холодний сезон субтропічні антициклони мають тенденцію зливатися з холодними антициклонами над континентами.

- Арктичні антициклони — більш або менш стійкі області підвищеного тиску в арктичному басейні. Є холодними, тому вертикальна потужність їх обмежується нижньою тропосферою. У верхній частині тропосфери вони змінюються полярною депресією. У виникненні арктичних антициклонів велику роль відіграє охолодження від підстилальної поверхні, тобто вони є місцевими антициклонами.

Висота, до якої простягається антициклон, залежить від температурних умов у тропосфері.
Рухливі і завершальні антициклони мають низькі температури в нижніх шарах атмосфери і температурну асиметрію у вищих. Вони відносяться до середніх або низьких баричних утворень.
Висота стаціонарних антициклонів помірних широт зростає в міру їх стабілізації, що супроводжується потеплінням атмосфери. Найчастіше це високі антициклони, із замкнутими ізогіпсами у верхній тропосфері. Зимові антициклони над дуже охолодженою сушею, наприклад, над Сибіром, можуть бути низькими або середніми, оскільки нижні шари тропосфери тут дуже охолоджені.
Субтропічні антициклони є високими — тропосфера в них тепла.
Арктичні антициклони, що є, в основному, термічними, — низькі.
Нерідко високі теплі і малорухомі антициклони, що розвиваються в середніх широтах, на тривалий час (близько тижня і більше) створюють макромасштабні порушення зонального перенесення і відхиляють траєкторії рухомих циклонів і антициклонів від західно-східного напрямку. Такі антициклони носять назву блокувальних антициклонів. Центральні циклони разом з блокувальними антициклонами визначають напрям основних течій загальної циркуляції в тропосфері.
Високі, теплі і холодні антициклони циклони є, відповідно, осередками тепла і холоду в тропосфері. У районах між цими осередками створюються нові фронтальні зони, посилюються контрасти температури і знову виникають атмосферні вихори, які проходять той самий цикл життя.

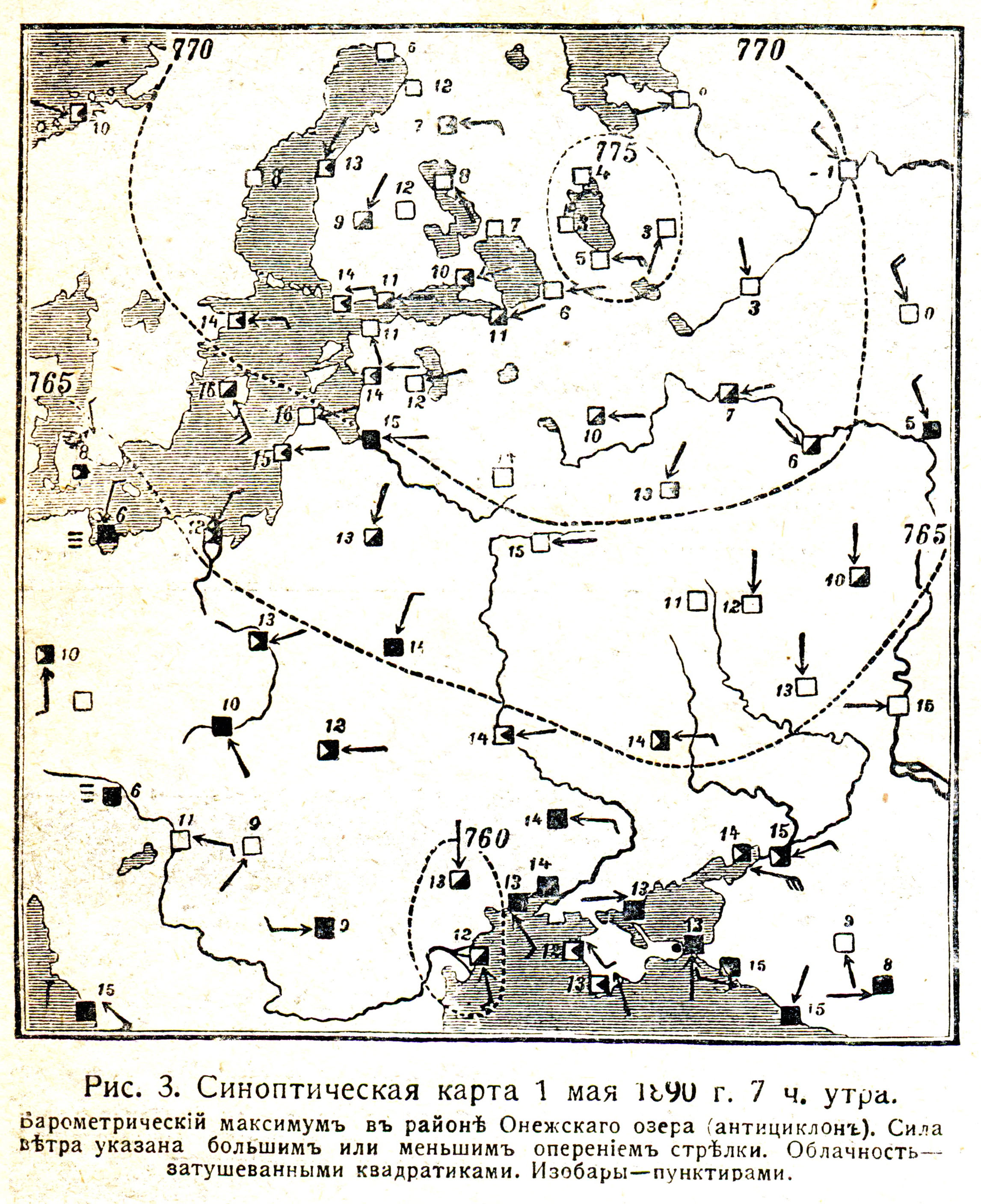
Антициклон в районі Онезького озера на синоптичній карті Росії 1 травня 1890 року

## Сезонні зміни в атмосфері в Євразії
Євразія є цікавим прикладом сезонних змін в атмосфері. У літній час над центральними районами формується область низького тиску — циклон, куди засмоктується повітря з сусідніх океанів. Особливо сильно це виявляється в Південній і Східній Азії: нескінченна низка циклонів несе вологе тепле повітря вглиб материка. Взимку ситуація різко змінюється: над центром Євразії формується область високого тиску — антициклон (Азійський максимум), холодні і сухі вітри з центру якого (Монголія, Тива, Південь Сибіру), що розходяться за годинниковою стрілкою, розносять холод аж до східних околиць материка і викликають ясну, морозну, практично безсніжну погоду на Далекому Сході і Північному Китаї. У західній частині Євразії вплив цього антициклону слабший і спостерігається значно рідше. Різкі зниження температури можливі лише, якщо центр антициклону переміститься на захід, оскільки при такому переміщенні антициклону напрямок вітру в точці спостереження зміниться з південного на північний. Подібні процеси часто спостерігаються на Східно-Європейській рівнині.

## Антициклони в Україні
В Україні за рік спостерігається близько 40 антициклонів, з них 30 % виникає на місці і 70 % надходить з інших районів: взимку переважно з північного заходу, навесні і восени — з північного заходу і заходу, влітку — з південного заходу.
Переміщення антициклонів здебільшого відбувається через південні і східні райони України, де з ними пов'язані бездощові періоди, особливо восени і на початку літа, коли антициклони бувають найчастіше.